# Csin (koreai állam)
Csin (Jin) törzsi államszövetség volt a Koreai-félsziget déli részén, a mai dél-koreai Cshungcshong (Chungcheong), Kjongszang (Gyeongsang) és Csolla (Jeolla) tartományok területén az ókorban.

## Története
Egyes források szerint az i.e. 5. században már létezett, más források az i.e. 3. századra teszik keletkezését. Csin (Jin) városállamok laza szövetségéből jött létre, Andrew Nahm szerint 78 ilyen törzsi „állam” alkotta, kelet-kínai származású tungji (dongyi) (东夷) népek lakták. Ahogy a Koreai-félsziget északi részén változtak az államok és Üman Csoszon (Wiman Joseon) átvette a hatalmat i.e. 194-ben, sokan menekültek Csin (Jin) területére, majd Üman Csoszon (Wiman Joseon) bukásakor ismét ide menekültek az emberek. Ez lehetővé tette a déli városállamok számára, hogy fejlettebb vasmegmunkálást sajátítsanak el, majd három különálló államszövetség alakult ki a területen, a Szamhan (Samhan), vagyis „három Han”.